# 孫虎
孫虎（?—?），籍贯不详，明朝初年军事将领。
其早年跟随朱元璋，援助池州，跟随大军攻下潛、昌化、建德、諸全，授千戶。后攻克新城、桐州、廬州，升任海寧衛指揮使。平定嘉興盗贼。后跟随李文忠北征，从東道入應昌，在落馬河与元兵激战而死。后追封康安郡伯。